# スキップ・バッティン
スキップ・バッティン（Skip Battin、1934年2月18日 - 2003年7月6日）は、アメリカのシンガーソングライター、ベーシスト、パフォーマー、レコーディング・アーティスト。スキップ&フリップ、ザ・バーズ、ニュー・ライダース・オブ・ザ・パープル・セイジ、フライング・ブリトー・ブラザーズのメンバーを務めた。

## 生い立ち - 活動初期
クライド・レイボルド・バッティンは、アメリカ合衆国オハイオ州ガリポリスで生まれ、地元の学校に通った。エレクトリック・ベースに出会ったのは17歳の時だった。
2年後、アリゾナ大学の体育の授業に出席するためアリゾナ州ツーソンに引っ越した。同じ学生だったゲイリー・パクストンとカレッジ・バンド、プレッジズを結成。ゲイリー&クライドとして、地元のレーベル、レヴ・レコードからのシングル「Why Not Confess」（裏面は「Johnny Risk」）をレコーディング。1959年、彼らはギタリストのデュエイン・エディの自宅であるアリゾナ州フェニックスのデザート・パーム・スタジオに入り、パクストンの曲をいくつか録音した。
起業家のボブ・シャッドは、デュオの曲「It Was I」のデモを自身のブレント・レーベルから発表し、「スキップ & フリップ」と改名した。彼らの曲は最終的にアメリカのチャートで11位を記録。続く「Fancy Nancy」はマイナー・ヒットだったが、1960年にマーヴィンとジョニーのバラード「Cherry Pie（邦題: おいしいチェリーパイ）」のカヴァーで再びチャートイン、プロモーションをキム・フォーリーが務めた。フォーリーとバッティンの友人関係はこの後も長く続き、事あるごとにコラボレーションを行った。パクストンとバッティンが書いた斬新なナンバー「Hully Gully Cha Cha Cha」はラジオ放送では良く放送されたが、チャートには入らなかった。しばらくして2人は解散。
1961年、バッティンはカリフォルニア州に移り住み、映画やテレビで端役を演じるようになった。1966年、音楽業界から数年離れた後、短命に終わったフォークロック・グループ「エバーグリーン・ブルーシューズ」を結成し、エイモス・レーベルから1枚のアルバムを発表した。このアルバムは商業的失敗に終わり、以降はジーン・ヴィンセント、ウォーレン・ジヴォンなど多くのミュージシャンとのセッション・ワークに専念した。

## 成功

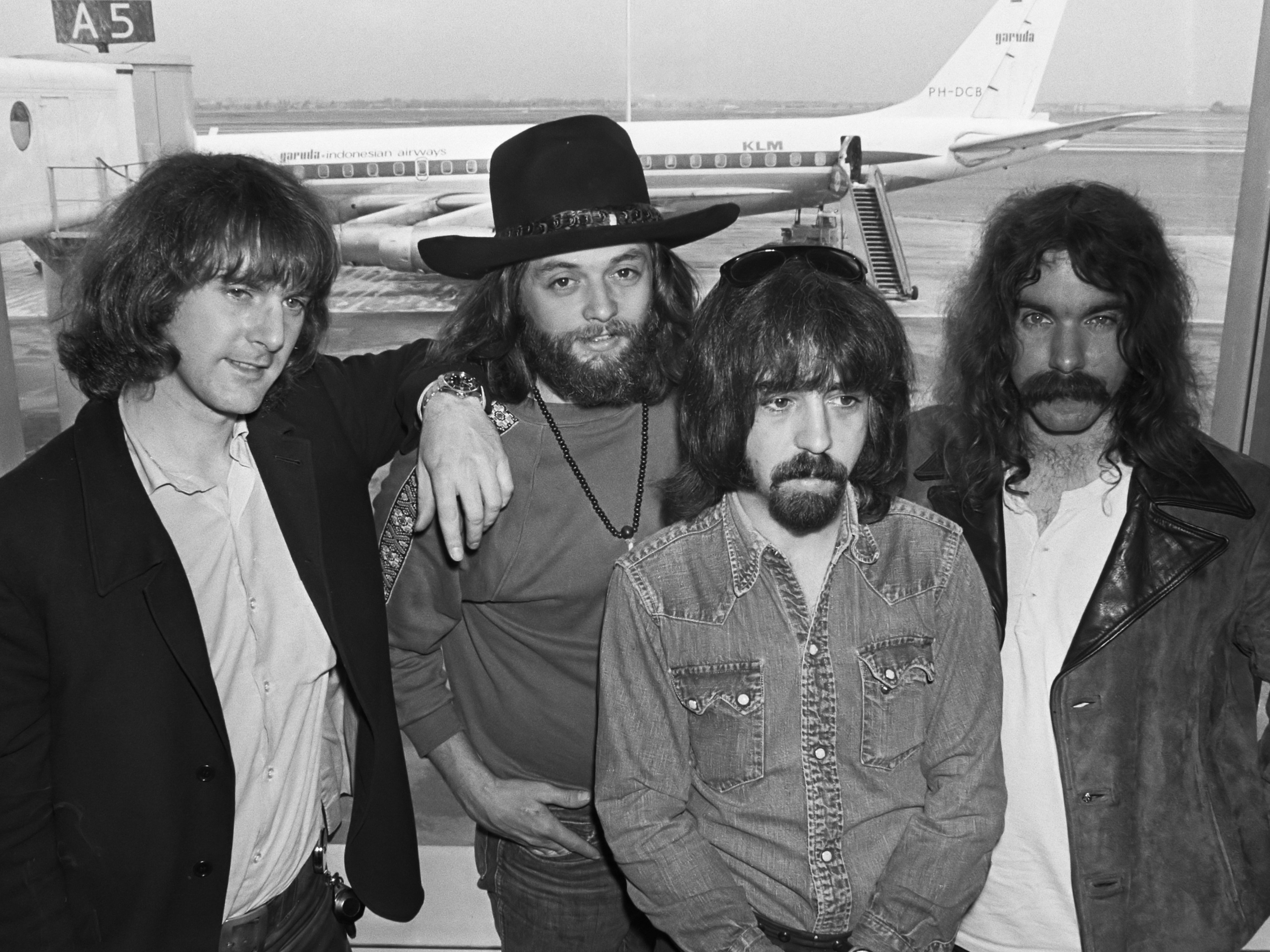
ザ・バーズ、1970年撮影
左からロジャー・マッギン、スキップ・バッティン、クラレンス・ホワイト、ジーン・パーソンズ

バッティンは、1970年から1973年までザ・バーズに在籍したベーシスト、ソングライターとして知られる。バーズのメンバーとしては8歳年長だった。バーズでは3枚のアルバムを録音し、年間200回に及ぶ大規模な公演活動を行った。曲作りの多くはキム・フォーリーとの共作である。バーズ解散後、バッティンはソロ・アルバム『スキップ』を録音。
1973年2月、ソロ・アルバム『トパンガ・スカイライン』を完成させるが、理由は不明ながら未発売となった。バッティンはカントリー・ロック・グループ、ニュー・ライダース・オブ・ザ・パープル・セイジに誘われ、1974年から1976年にかけて3枚のアルバムをレコーディングした。
彼はグループを脱退し、フライング・ブリトー・ブラザーズの新ラインナップに元バーズの仲間ジーン・パーソンズと共に加わった。一方、ニュー・ライダーズでは1年以内にスティーヴン・A・ラヴが後任となった。
1984年、バッティンは公演のため赴いたロンドンでロジャー・マッギンと喧嘩になった。マッギンがピース・シーカーズというラインナップに賃金を支払わなかったからだとされる。
1989年から1991年まで、バッティンは「ザ・バーズ・フィーチャリング・マイケル・クラーク」と名付けられたマイケル・クラークが率いるバーズと時々ツアーを行った。クラークの死後、バンドはザ・バーズ・セレブレーションとして継続し、バッティンは唯一の元バーズのメンバーだった。アルツハイマー病が進行した後、活動を中止した。2003年、死去。

## 私生活
バッティンは結婚し、息子のブレントがいる。1980年代に再婚し、息子のジョン＝クライドと娘のスザンナをもうける一方、妻のパトリシアとともにオレゴン州の農業地帯ウィラメット渓谷で農業を営む夢を追い求めた。2003年7月6日、オレゴン州セーラムの介護施設でアルツハイマー病の合併症で死去
2012年、息子のブレントがレコード会社と交渉した結果、スキップ・バッティンがバーズに初参加してから40周年を記念して、1973年のソロ・アルバム『トパンガ・スカイライン』がシエラ・レコードから発表された。

## ディスコグラフィ

### ソロ
- 『スキップ』 - Skip (1972年、Signpost)[8][2]
- Navigator (1981年、Appaloosa)
- Don't Go Crazy (1984年、Appaloosa)
- 『トパンガ・スカイライン』 - Topanga Skyline (2012年、Sierra) ※カリフォルニア州ハリウッドにて1973年7月17日-30日録音
- Skip Battin's Italian Dream (2017年、Appaloosa) ※コンピレーション

### コラボレーション
- Live in Italy (1985年、Moondance) ※with スニーキー・ピート・クレイノウ、Ricky Mantoan
- Family Tree (1998年、Folkest Dischi) ※with ジョン・ヨーク、Ricky Mantoan、Beppe D'Angelo

### スキップ&フリップ

#### シングル
- "It Was I" / "Lunch Hour" (1959年) ※全米11位
- "Fancy Nancy" / "It Could Be" (1959年) ※全米71位
- 「おいしいチェリー・パイ/泣いたってだめなのサ」 - "Cherry Pie" / "(I'll Quit) Cryin' Over You" (1960年) ※全米11位
- "Hully Gully Cha Cha Cha" / "Teenage Honeymoon" (1960年) ※全米109位
- "Willow Tree" / "Green Door" (1960年)
- "Betty Jean" / "Doubt" (1961年)
- "One More Drink for Julie" / "Over the Mountain" (1962年)

### エヴァーグリーン・ブルーシューズ
- 『ザ・バラッド・オブ・エヴァーグリーン・ブルーシューズ』 - The Ballad of Evergreen Blueshoes (1969年)

### バーズ
- 『（タイトルのないアルバム）』 - (Untitled) (1970年、Columbia)
- 『バードマニア』 - Byrdmaniax (1971年、Columbia)
- 『ファーザー・アロング』 - Farther Along (1971年、Columbia)
- 『ライヴ・アット・ロイヤル・アルバート・ホール1971』 - Live At The Royal Albert Hall 1971 (2008年、Sundazed)

### フライング・ブリトー・ブラザーズ
- 『エアボーン』 - Airborne (1976年、Columbia)
- Live from Tokyo (1979年、Regency)
- Hearts on the Line (1981年、Curb) ※Burrito Brothers名義
- Hollywood Nights 1979–82 (1983年、Sundown)
- Cabin Fever (1985年、Relix)
- Live from Europe (1986年、Relix)
- Close Encounters on the West Coast (1991年、Relix)

### ニュー・ライダース・オブ・ザ・パープル・セイジ
- 『ブルージョ』 - Brujo (1974年、Columbia)
- 『ご機嫌!! N・R・P・S』 - Oh, What a Mighty Time (1975年、Columbia)
- 『ニュー・ライダース』 - New Riders (1976年、MCA)
- Live on Stage (1993年、Relix)
- Armadillo World Headquarters, Austin, TX, 6/13/75 (2005年、Kufala)

### 参加作品
- ウォーレン・ジヴォン : Wanted Dead or Alive (1969年、Imperial)
- キム・フォーリー : International Heroes (1973年、Capitol)
- アール・スクラッグス・レビュー : 『アニバーサリー・スペシャル』 - Anniversary Special Volume One (1975年、Columbia)
- キム・フォーリー : Visions of the Future (1978年、Capitol)
- スニーキー・ピート・クレイノウ : Sneaky Pete (1979年、Shiloh)